# عشبة القوى الخلابة
عشبة القوى الخلابة (الاسم العلمي:Potentilla speciosa) هي نوع من النباتات تتبع جنس عشبة القوى من الفصيلة الوردية.